# Giovanni Chiarini
Giovanni Chiarini (Chieti, 29 gennaio 1849 – Ghera, 5 ottobre 1879) è stato un esploratore italiano.

## Biografia
Scelto per la spedizione ai laghi equatoriali organizzata dalla Società Geografica Italiana e guidata da Orazio Antinori, Chiarini arrivò nella regione etiopica dello Scioa nell'agosto del 1876. Lasciato a Lit Marefià l'Antinori incapace di proseguire per motivi di salute, nel maggio 1878 Chiarini proseguì assieme ad Antonio Cecchi verso meridione.
I due esploratori raggiunsero il regno del Limu incontrando gravi difficoltà dovute all'asperità dei luoghi ed all'ostilità di vari capi locali. Nel febbraio 1879 furono costretti ad arrestarsi presso la residenza della regina di Ghera che, credendoli agenti del re dello Scioa Sahle Mariam (poi divenuto imperatore d'Etiopia con il nome di Menelik II), li imprigionò.
Qui Chiarini, provato dagli stenti e dalla malaria, morì il 5 ottobre 1879 tra le braccia di Antonio Cecchi. Prima di spegnersi egli, chiamato Cecchi vicino a sé, gli avrebbe detto (come scrive Fernando Aurini in un articolo pubblicato sul Giornale d'Italia del 6 ottobre 1957):
Antonio Cecchi, che fu poi liberato l'anno successivo alla morte del Chiarini, riuscì a dargli degna sepoltura.

La sua triste sorte commosse profondamente l'opinione pubblica italiana e la sua figura, esaltata dalla più accesa stampa nazionalista, assunse un'importanza decisiva nel suscitare un maggiore coinvolgimento italiano in campo coloniale.

Cinque anni più tardi l'africanista Augusto Franzoj, grazie all'aiuto di Menelik, riuscì a riportare in patria la salma del Chiarini, alla quale la natía Chieti rese solenni onoranze funebri. 
A Chieti lungo viale IV Novembre è posto un busto di Chiarini realizzato dallo scultore Trieste Del Grosso nel 1936
Gabriele D'Annunzio gli ha dedicato il suo primo libro di poesie "Primo vere" (1879), il comune di Chieti gli ha dedicato una via del centro storico, una scuola media e un busto all'ingresso della villa comunale.